# Congrogadus
Congrogadus – rodzaj ryb z rodziny diademkowatych (Pseudochromidae).

## Klasyfikacja
Gatunki zaliczane do tego rodzaju:
- Congrogadus amplimaculatus
- Congrogadus hierichthys
- Congrogadus malayanus
- Congrogadus spinifer
- Congrogadus subducens
- Congrogadus winterbottomi